# 高木いさお
髙木 いさお（たかき いさお、1954年4月8日-）は、日本の詩人、写真家である。

## 来歴
京都府京都市に生まれる。9歳の頃から詩を書き始め、17歳の時には「詩を書くことで生活できたらいいなあ」と思うようになる。しかしながら、21歳から始めた写真に夢中になり、約5年間は写真家になることを目指す。
23歳の時、1月9日から1週間、京都新聞本社近くにあった「GAギャラリー」で初めての個人写真展『髙木いさお写真展・さり気ない光景を何気なく』を開催する。
33歳の初夏、病気のため事務職サラリーマンを辞める。同年より執筆活動を開始する。
34歳の秋に妻の懐妊を知り、我が子への思いを『桜の咲く頃』という私家版小詩集にまとめる。我が子を育てる体験を通して、すべての子どもが毎日笑顔で暮らせる社会を願うようになる。しかし、子どもの周りにいる大人たちが幸せでないとそのような社会は実現しないとの思いから、すべての子どもと誠実に生きようとするすべての大人の幸せのために詩を書いている。テーマは、友情、恋愛、子育て、教育、仕事、老い、貧困、DV、性暴力、いじめ、児童虐待、自殺、平和…等多岐にわたる。
小詩集8作品を順次発表する。
2003年12月に編集工房ノア社から『詩集・愛することと優しさについて』を出版。その後、子ども出版から原則8月6日を発行日として詩集を出版する。『広報ひらかた』（枚方市、2004年4月）では「多くの人に深い感動を与えている」と掲載された。
2006年1月、朝日新聞のウィークリー教育コーナーで「子どもが被害者にも加害者にもならず、毎日笑顔で暮らせる社会にしたいという願いを込めて書かれた詩集が反響を呼んでいる。」と3編の詩「充分」、「四つの力」、「らこすあや」とともに記事紹介される。
2006年1月、毎日新聞大阪版に相次ぐ子ども事件を憂慮し、子どもの幸せを願って詩集を出版した詩人として記事紹介される。
2006年11月、毎日新聞夕刊に愛読者の女子高生が自ら命を絶ったことをきっかけに、「決して死なないでほしい」という思いを込めて作った写真詩集『雲のある風景』について、詩「17歳の時」とともに記事紹介される。この記事は、docomoのネットニュースで配信され、米国イリノイ州からも問い合わせがあった。
2007年7月、毎日新聞夕刊に岡山県美作高等学校では、髙木いさおの詩集『愛することと優しさについて』＜携帯版＞と『雲のある風景』を自宅に1年間持ち帰って読み、メッセージを添えて後輩に渡す『詩集のリレー、いのちのリレー』に取り組んでいると記事紹介される。
2007年8月、1カ月の予定で始まった紀伊国屋書店京橋店での『髙木いさおフェア』が、翌年2008年10月までの15カ月間開催される。
2008年5月、毎日新聞高知版の「支局長からの手紙」というコラムで、写真詩集『こどものためにあいうえお』が、ひらがなを習う教材として、大阪立市の小学校で授業に使われたり、滋賀県のブラジル人労働者の子どもたちに使われていると記事紹介される。
2009年4月、飛騨高山テレ・エフエム「飛騨の歴史再発見！」のブログで、郡上八幡近くの浄土真宗大谷派の寺院「油石山本福寺」の山門に、髙木いさおの詩「見抜く」が掲載されていると写真とともに紹介される。
2010年3月、『第21回テキサス州日本語スピーチコンテスト』（ヒューストン日本総領事などが主催）の中級課題詩に、詩「誠実について」が選ばれ、ライス大学ヘリングホールで競技が開催される。(ちなみに、初級課題詩は谷川俊太郎の詩「ありがとう」)
2011年5月、女性月刊誌『MORE』7月号で、悩んだり、立ち止まったり、折れそうになる心を奮い立たせたい時に言葉の力が有効なのだと『心が元気になる「詩」』として金子みすゞや茨木のり子らの詩9編が選ばれ、その中の1編として「楽しい人生、最高の人生」が選ばれる。
2011年6月、朝日新聞大阪版で詩「東日本大震災の詩4編」(「大災害の中で」、「涙する人」、「帰る家」、「こんなときに雪が降る訳が分からない」)が掲載され、3月に4編の詩が英国ロンドン大学SOAS（東洋アフリカ学院）や米国の高校などで授業で使われ、募金活動に活用されたことなどが記事紹介される。
2011年6月、『第21回テキサス州日本語スピーチコンテスト』の中級課題詩「誠実について」を授業で学んだ米国テキサス州のウッドランド高校の生徒たちが来日し、広島市の原爆ドーム前で詩「8月6日」を朗読する。その様子がNHK『おはよう日本』の中の広島ニュースで放映される。
2011年8月6日、広島のマツダスタジアムでの広島カープ対巨人戦試合前セレモニーで、詩「8月6日」が朗読され、約3万人の来場者には「8月6日」を印刷したポストカードが配布される。朗読の様子は、同日夜、試合の生放送の中で録画放送される。同日、広島カープの石井琢朗のオフィシャルブログで「髙木いさおさんの詩『8月6日』の朗読はグッと込み上げてくるものがありました。」と発言される。
2013年1月、『安倍なつみ「あなたに会えたら」』（ベイエフエム）でプロフィール紹介と、詩「自分の人生だから」が朗読される。
2013年2月、枚方市の「広報ひらかた」の市民登場のコーナーで「全ての人の幸せを言葉に託して」と題して詩人としての活動を紹介される。
2013年3月、東京学芸大学学校図書館運営専門委員会支所部会の協力で、東京学芸大学付属小金井小学校の中山美由紀作成の「いじめ関連ブックリスト」に、詩集『愛することと優しさについて』<携帯版>と写真詩集『こどものためにあいうえお』が選出される。
2013年10月11日、兵庫県猪名川町立つつじが丘小学校で保護者などに向けて、「子育て・教育について」を講演する。
2014年、東日本大震災の被災者を思って作った歌「東北へ届けよう！」を自ら歌い、子ども出版のホームページ上で公開し、のちにYouTubeとリンクする。
2014年2月1日、兵庫県猪名川町の文化体育館小ホールで『子どもたちの今、そして未来へ　～大人は子どもの応援団～』として講演会が猪名川町主催で開催される。
2015年2月6日、大阪市立長吉南小学校で『五校園PTA成人教育講座』として「子どもたちの可能性を伸ばし広げる子育て・教育について」と題しての講演会が開催される。
2015年5月、2015年8月6日の被爆70年に向けて、65周年を迎える広島カープの応援歌『立ち上がれ！駆け上れ！～広島東洋カープ応援歌～』を独自に作り、YouTube上で公開する。これが中国新聞で紹介された。
2015年7月、中国新聞セレクトの第一面コラム「想」で自身と広島との関わりを両親のことも併せて執筆する。
2015年8月、広島の原爆ドーム前で1日から4日までの4日間に、持参した1000枚の『ヒロシマペーパー』（「8月6日」などの平和を願う4編の詩や“忘れてはいけないヒロシマの心”についての文章で自作したもの）全部を一人で来観者へ手渡しする。
2016年8月22日、広島の原爆ドーム前で広島県主催の『ピース・アーチ・ひろしまレクイエム・コンサート』が開催され、詩「8月6日」が朗読される。
2019年6月29日から8月6日まで、紀伊國屋書店天王寺ミオ店で『髙木いさおフェア』が開催される。
2021年8月29日、『ありがとう浜村淳です土曜日です』（MBSラジオ）で西川きよしが写真詩集『こどものためにあいうえお』、『教育詩集』を紹介する。この放送を受けて、同年9月2日、『桑原征平粋も甘いも』（朝日放送ラジオ）でも桑原征平が『教育詩集』を紹介する。
2022年8月24日、『桑原征平粋も甘いも』（朝日放送ラジオ）で、桑原征平が詩集『愛する心に優しい花が咲く』を紹介し、その中の詩「大人としての責任」を朗読する。
2022年9月3日、『ありがとう浜村淳です土曜日です』（MBSラジオ）で西川きよしが詩集『愛する心に優しい花が咲く』を紹介し、その中の詩「すごく短い童話」を読みながら解説する。
2023年11月21日から12月3日まで、京都の二条駅近くのカフェ＆ギャラリーWAKUで「髙木いさお『詩と写真のポストカード』写真展」を開催する。(※京都新聞2023年11月15日朝刊「まちかど」コーナーに掲載。)
2024年3月3日、毎日新聞ウェブニュースとYahoo!ニュースで、ガザの即時停戦を願う詩「イスラエルの母たちへ、そして父たちへ」に関する記事が紹介され、翌4日には毎日新聞朝刊大阪版で紙面記事として紹介される。
2024年5月、広島の原爆ドーム前で26日から29日までの4日間に、約130名の来観者に話し掛けながら「ヒロシマ、ナガサキの詩 4編」や『詩と写真のポストカード』の「原爆ドーム夜景」などを手渡しする｡その様子はメディア各社から報道される。

## 作品

### 書籍
- 詩集『詩集　愛することと優しさについて』 2003年12月、編集工房ノア社(絶版)
- 詩集『愛することと優しさについて』＜携帯版＞ 2005年8月6日、子ども出版
- 写真詩集『こどものためにあいうえお』 2006年1月、子ども出版(絶版)
- 写真詩集『雲のある風景』 2006年8月6日、子ども出版
- 詩集『愛することと優しさについて　その2』 2007年8月6日、子ども出版
- 詩集『子ども大好き!!　四つの力を育てよう』 2008年8月6日、子ども出版
- 詩集『らぶそんぐ』 2009年8月6日、子ども出版
- 詩集『愛することと優しさについて』 2012年5月5日、飛鳥新社
- 詩集『教育詩集　子どもの毎日の笑顔のために』 2016年8月6日、子ども出版
- 写真詩集『こどものためにあいうえお』＜改訂版＞ 2019年8月6日、子ども出版
- 詩集『愛する心に優しい花が咲く』 2022年8月6日、子ども出版

### 詩と写真のポストカード
100種を目標にして制作中。品番とタイトル、撮影年月日、写真の縦横
- P-1  「デイジー」2004.4.26  《横
- P-2  「白とピンクのバラ」2018.5.11  《縦
- P-3  「赤いサザンカ」2018.2.23  《横
- P-4  「雪雀」2008.2.9  《横
- P-5  「鴨川夕景」2015.2.15 《縦
- P-6  「椿の庭」2015.4.19  《縦
- P-7  「丸猫」2016.4.24  《横
- P-8  「月雲桜」2020.1.8  《縦
- P-9  「レモンの実」2020.1.23  《縦
- P-10  「紫木蓮」2020.3.19  《横
- P-11  「夕焼け桜」2020.4.7  《横
- P-12  「芍薬」2020.5.10  《横
- P-13  「白い紫陽花」2015.6.21  《横
- P-14  「神戸の夜景」2013.8.19  《横
- P-15  「ひまわりたち」2013.9.22  《横
- P-16  「鴨川の秋」2013.11.19  《横
- P-17  「赤紅葉」2014.11.27  《横
- P-18  「原爆ドーム夜景」2015.8.1  《横
- P-19  「朱色の紅葉」2018.11.25  《縦
- P-20  「塀の上の雀」2020.7.1  《横
- P-21  「えがおがすてきな」2005.6.29  《横
- P-22  「かなしくて」2004.5.10  《縦
- P-23  「壁は語る」2013.2.22  《縦
- P-24  「祈りの光」2020.10.2  《横
- P-25  「アンネのバラ」2021.11.3  《縦
- P-26  「雨上がりの花水木」2021.4.17  《縦
- P-27  「御殿山駅の夕焼け」1998.10.21  《横
- P-28  「天野川の夕景」1998.12.31  《横
- P-29  「大川小学校」2019.10.1  《横
- P-30  「京都の寺、紅葉」2012.11.21  《横
- P-31  「川辺のバラ」2023.5.15  《横
- P-32  「桜色のバラ」2023.5.15  《横
- P-33  「黄色いバラ」2019.11.6  《縦
- P-34  「雀の水浴び」2023.6.13  《横
- P-35  「宇治川２羽のサギ」2017.11.24  《横
- P-36  「百日草」2023.7.15  《横

## メディア出演
- 2004年4月 枚方在住の詩人としてFMひらかたに出演[29]。
- 2006年3月8日 『NEWSワンダーランド』（ラジオ大阪）出演。
- 2007年12月29日 FMひらかた『年末特別番組・生きるヒント第3章「信頼」』にメインゲストとして出演。
- 2012年8月7日 『笑福亭銀瓶の銀ぎんワイド』（ラジオ大阪） 電話出演。
- 2024年5月20日『イマナマ！』（中国放送）でのニュース特集に出演[30]。